# Sebastiano Nela
Sebastiano Nela (Rapallo, 13 maart 1961) is een voormalig profvoetballer uit Italië die speelde als verdediger.

## Clubcarrière
Nela speelde tussen 1978 en 1993 voor Genoa CFC, AS Roma en Napoli in totaal 374 competitiewedstrijden, waarin hij 22 doelpunten maakte.

## Interlandcarrière
Nela kwam vijf keer uit voor het Italiaans voetbalelftal. Onder leiding van bondscoach Enzo Bearzot maakte hij zijn debuut op 22 mei 1984 in de vriendschappelijke wedstrijd tegen West-Duitsland in Zürich. Italië verloor dat duel met 1-0 door een treffer van Hans-Peter Briegel. Nela moest in die wedstrijd na 70 minuten plaatsmaken voor Claudio Gentile. Daarnaast behoorde hij tot het olympische elftal dat in 1984 deelnam aan het voetbaltoernooi op de Zomerspelen in Los Angeles. Daar verloor de Italiaanse ploeg van Joegoslavië in de strijd om de bronzen medaille

## Erelijst
AS Roma
- Serie A

1983
- Coppa Italia

1984, 1986, 1991